# Toyota Cressida
Toyota Cressida (яп. トヨタ・クレシーダ, Тойота Крессида) — автомобиль бизнес-класса, производившийся компанией Toyota с 1976 по 1992 годы. Всего было выпущено четыре поколения модели. Эти автомобили также известны в других странах под названиями Toyota Mark II, Toyota Chaser и Toyota Cresta. Название Крессида перестало использоваться в 1993 году.

## Первое поколение (1976—1980)
Первое поколение модели Крессида выпускалось в кузовах седан (X30, X32) и универсал (X36). Кузов купе (X31) был доступен только для внутреннего японского языка. Там этот автомобиль продавался как Toyota Mark II. Базовая комплектация включала кондиционер, автоматическую коробку передач и гидроусилитель руля. Машина получила с завода хорошую звукоизоляцию, и считалась одним из самых тихих автомобилей, предлагаемых на рынке в то время. Рекомендованная цена в 1979 году от производителя в США составила $9190.
В Англии, Крессида была доступна в кузовах седан и универсал. Эти автомобили экспортировались только с двух-литровым четырёх-цилиндровым бензиновым двигателем и в комплектации De Luxe.

## Второе поколение (1981—1984)
Крессида второго поколения (MX63) была значительно изменена по сравнению с предыдущим поколением. Эта модель собиралась в Новой Зеландии с двух-литровым четырёх-цилиндровым бензиновым двигателем и пяти-ступенчатой механической или трёх-ступенчатой автоматической коробкой передач.

## Третье поколение (1985—1988)
В 1985 году была представлена новая модель Крессиды, обозначенная как MX73 (универсал MX72). Двигатель 5M-GE продолжал устанавливаться с 1984 года. Автомобиль стал больше по габаритам, и одновременно, более аэродинамичным, чем предыдущие поколения.

## Четвертое поколение (1989—1992)
В 1988 году Toyota представила увеличенную по габаритам модель четвертого поколения Крессиды (MX83). Это был последний автомобиль модели Крессида в Северной Америке.
Он получил новый, более мощный двигатель 7M-GE объёмом 3,0 литра. Его мощность составила 190 л. с. при 6000 оборотах в минуту. На автомобиле имелись электрические стеклоподъемники, центральный замок, круиз-контроль, автоматическая коробка передач, ABS, люк с электроприводом, CD-проигрыватель и кожаная обивка.
В 1991 году модель прошла незначительные изменения, обновилась решетка, интерьер и литые диски.

## Продажи

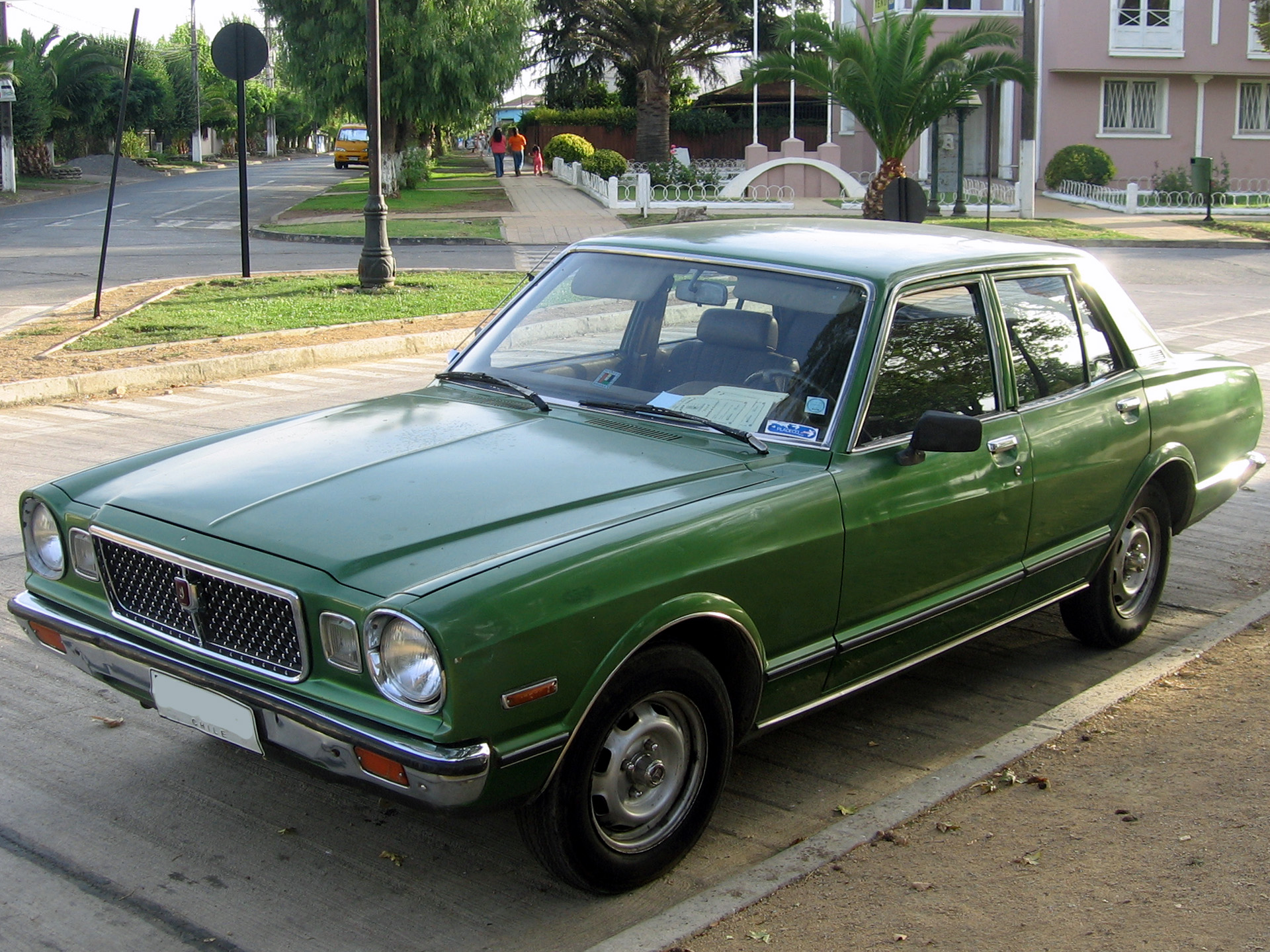
Toyota Cressida, 1979

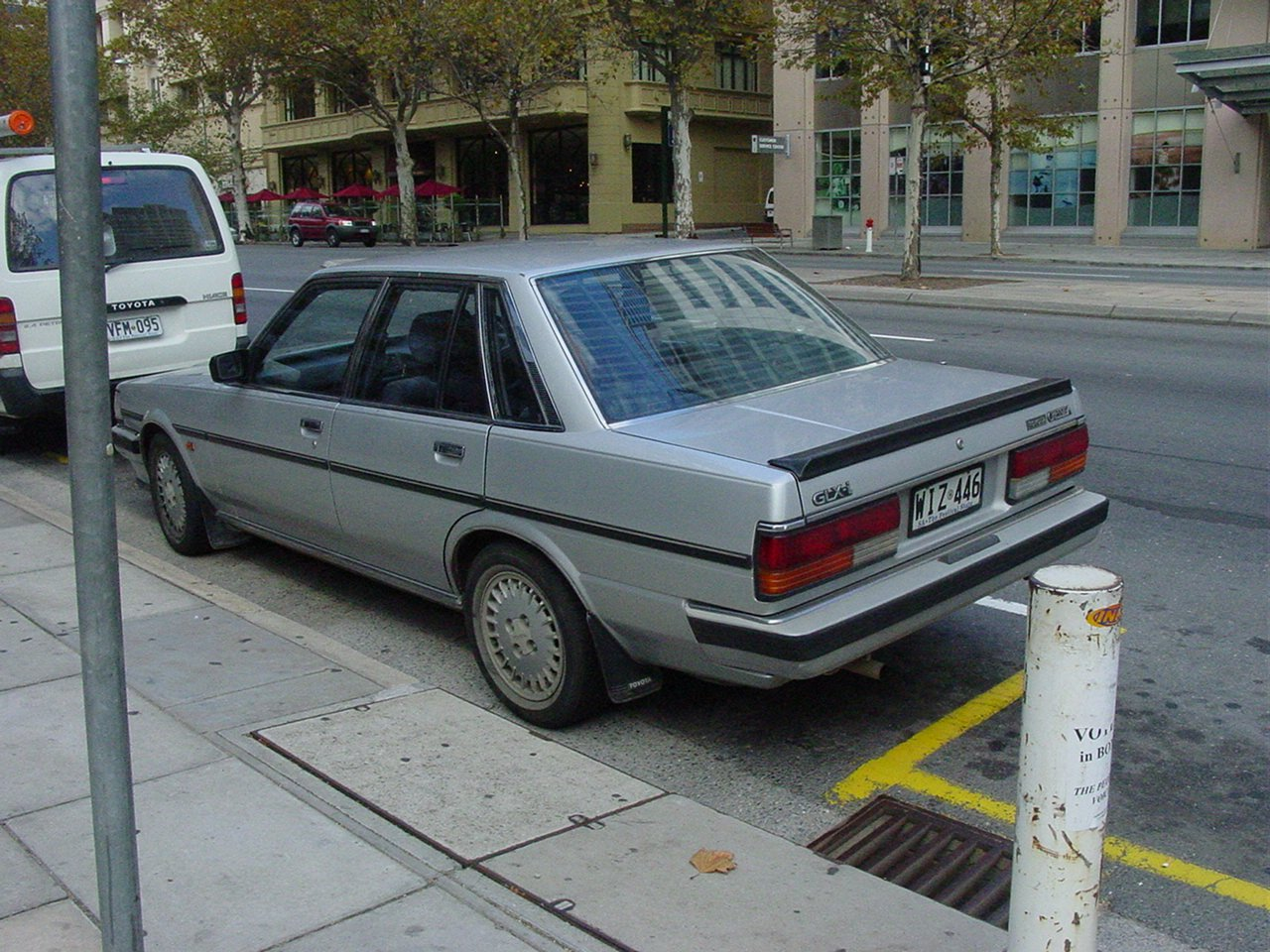
Toyota Cressida, 1984—1986

| Модельный год | Продажи в Северной Америке |
| ------------- | -------------------------- |
| 1977          | 2 526                      |
| 1978          | 12 484                     |
| 1979          | 11 910                     |
| 1980          | 11 627                     |
| 1981          | 29 583                     |
| 1982          | 37 448                     |
| 1983          | 39 755                     |
| 1984          | 34 456                     |
| 1985          | 45 286                     |
| 1986          | 42 180                     |
| 1987          | 21 968                     |
| 1988          | 14 035                     |
| 1989          | 23 785                     |
| 1990          | 12 710                     |
| 1991          | 9 415                      |
| 1992          | 3 528                      |
| 1993          | 322                        |
| 1994          | 5                          |
| 1995          | 2                          |
| Итого         | 318 596                    |